# Nuoto ai Giochi della XXXI Olimpiade - Staffetta 4x200 metri stile libero femminile
La gara dei 4x200 metri stile libero femminile dei Giochi della XXXI Olimpiade si è svolta il 10 agosto 2016.

## Record
Prima della competizione i record mondiale e olimpico erano i seguenti:
| Record mondiale | 7'42"08 | Cina Yang Yu Zhu Qianwei Liu Jing Pang Jiaying                           | 30 luglio 2009 Roma, Italia       |
| Record olimpico | 7'42"92 | Stati Uniti Missy Franklin Dana Vollmer Shannon Vreeland Allison Schmitt | 1 agosto 2012 Londra, Inghilterra |

## Risultati

### Batterie
| Posizione | Batteria | Corsia | Nazione     | Nuotatrici | Tempo   | Note |
| --------- | -------- | ------ | ----------- | --- | ------- | ---- |
| 1         | 2        | 4      | Stati Uniti | Allison Schmitt (1:55.95) Missy Franklin (1:57.03) Melanie Margalis (1:57.04) Cierra Runge (1:57.75)             | 7:47.77 | Q    |
| 2         | 1        | 3      | Australia   | Leah Neale (1:57.06) Bronte Barratt (1:56.85) Tamsin Cook (1:57.35) Jessica Ashwood (1:57.98)                    | 7:49.24 | Q    |
| 3         | 2        | 5      | Cina        | Ai Yanhan (1:57.20) Zhang Yuhan (1:56.38) Dong Jie (1:57.45) Wang Shijia (1:58.55)                               | 7:49.58 | Q    |
| 4         | 1        | 2      | Russia      | Viktoriia Andreeva (1:57.82) Arina Openysheva (1:57.67) Daria Mullakaeva (1:57.85) Veronika Popova (1:57.18)     | 7:50.52 | Q    |
| 5         | 2        | 8      | Ungheria    | Evelyn Verrasztó (1:58.81) Ajna Késely (1:58.93) Boglárka Kapás (1:57.77) Katinka Hosszú (1:55.66)               | 7:51.17 | Q    |
| 6         | 1        | 7      | Canada      | Katerine Savard (1:57.96) Taylor Ruck (1:56.25) Emily Overholt (1:58.29) Kennedy Goss (1:59.49)                  | 7:51.99 | Q    |
| 7         | 1        | 6      | Giappone    | Chihiro Igarashi (1:57.18) Rikako Ikee (1:57.71) Tomomi Aoki (1:57.39) Sachi Mochida (2:00.22)                   | 7:52.50 | Q    |
| 8         | 1        | 5      | Svezia      | Louise Hansson (2:00.07) Michelle Coleman (1:56.93) Ida Marko-Varga (1:59.27) Sarah Sjöström (1:57.16)           | 7:53.43 | Q    |
| 9         | 2        | 3      | Regno Unito | Siobhan-Marie O'Connor (1:57.47) Georgia Coates (1:58.59) Hannah Miley (1:58.66) Camilla Hattersley (1:59.45)    | 7:54.17 |      |
| 10        | 2        | 2      | Francia     | Coralie Balmy (1:57.38) Chloe Hache (2:01.52) Charlotte Bonnet (1:58.15) Margaux Fabre (1:58.50)                 | 7:55.55 |      |
| 11        | 2        | 7      | Brasile     | Manuella Lyrio (1:58.39) Jéssica Cavalheiro (1:59.05) Gabrielle Roncatto (2:00.09) Larissa Oliveira (1:58.15)    | 7:55.68 |      |
| 12        | 2        | 1      | Germania    | Annika Bruhn (1:59.28) Leonie Kullmann (1:59.04) Paulina Schmiedel (2:01.24) Sarah Köhler (1:57.18)              | 7:56.74 |      |
| 13        | 1        | 4      | Italia      | Alice Mizzau (1:59.74) Martina De Memme (2:00.54) Chiara Masini Luccetti (2:00.98) Federica Pellegrini (1:56.48) | 7:57.74 |      |
| 14        | 1        | 1      | Paesi Bassi | Marrit Steenbergen (2:00.80) Esmee Vermeulen (1:59.07) Andrea Kneppers (1:59.86) Robin Neumann (1:59.01)         | 7:58.74 |      |
| 15        | 1        | 8      | Slovenia    | Janja Šegel (1:59.81) Anja Klinar (2:00.74) Tjaša Pintar (1:59.25) Tjaša Oder (1:48.69)                          | 8:02.22 |      |
| 16        | 2        | 6      | Spagna      | Melania Costa Schmid (2:00.02) Patricia Castro (1:59.91) Fátima Gallardo (2:00.02) África Zamorano (2:03.79)     | 8:03.74 |      |

### Finale
| Posizione | Corsia | Nazione     | Nuotatrici                                                                                                 | Tempo   | Note |
| --------- | ------ | ----------- | --- | ------- | ---- |
| Oro       | 5      | Stati Uniti | Allison Schmitt (1:56.21) Leah Smith (1:56.69) Maya DiRado (1:56.39) Katie Ledecky (1:53.74)               | 7:43.03 |      |
| Argento   | 4      | Australia   | Leah Neale (1:57.95) Emma McKeon (1:54.64) Bronte Barratt (1:55.81) Tamsin Cook (1:56.47)                  | 7:44.87 |      |
| Bronzo    | 7      | Canada      | Katerine Savard (1:57.91) Taylor Ruck (1:56.18) Brittany MacLean (1:56.36) Penny Oleksiak (1:54.94)        | 7:45.39 |      |
| 4         | 2      | Cina        | Shen Duo (1:56.30) Ai Yanhan (1:57.79) Dong Jie (1:57.15) Zhang Yuhan (1:56.72)                            | 7:47.96 |      |
| 5         | 3      | Svezia      | Michelle Coleman (1:56.20) Ida Marko-Varga (1:59.46) Sarah Sjöström (1:54.88) Louise Hansson (1:59.72)     | 7:50.26 |      |
| 6         | 8      | Ungheria    | Zsuzsanna Jakabos (1:58.90) Ajna Késely (1:58.74) Boglárka Kapás (1:57.65) Katinka Hosszú (1:55.74)        | 7:51.03 |      |
| 7         | 6      | Russia      | Veronika Popova (1:57.52) Viktoriia Andreeva (1:58.10) Daria Ustinova (1:59.54) Arina Openysheva (1:58.10) | 7:53.26 |      |
| 8         | 1      | Giappone    | Chihiro Igarashi (1:57.85) Sachi Mochida (2:02.00) Tomomi Aoki (1:58.66) Rikako Ikee (1:58.25)             | 7:56.76 |      |